# Дворац у Конаку
Дворац у Конаку изградио је барон Ладислав Даниел (мађ. Dániel László) 1898. године. 
Уз главну зграду за становање велепоседника, изграђена је још једна скромнија зграда за становање бироша и слуга, а нешто удаљенији су остали економски објекти, коњушница, штале и сл. Дворац окружује парк који се простире на неколико хектара са ретким стаблима разних егзотичних врста, али је данас запуштен.
Зграда је приземна, подужно оријентисана грађевина симетричне основе са карактеристичним класицистичким портиком на предњој и задњој фасади и приступном рампом. Једноставнији портик са северне стране, служио је као главни улаз, а други са јужне стране, као излаз према парку. Портик на северној фасади има четири јонска стуба који носе једноставан тимпанон без украса, степениште у средини и бочне колске пролазе. Онај на јужној страни је богатије декорисан, има шест јонских стубова који се у кровној зони завршавају украсним вазама, као и полукружно степениште којим се силази у парк. Између стубова у горњој зони су слепе аркаде које носе плитки пиластри, а у доњој зони, између стубова постојала је ограда од кованог гвожђа са једноставним украсима. У кровној зони, у равни стубова, налази се атика са балустрадама.
Распоред прозорских отвора је ритмичан и усклађен са унутрашњим распоредом просторија. Кров је мансардни, црепови су разнобојно глеђосани и сложени у цик-цак шару, што здању дају посебан утисак раскоши и репрезентативности.
Дворац у Конаку својом архитектонском концепцијом представља леп пример једноставнијег, приземног подужно оријентисаног класицистичког објекта, намењеног луксузнијем становању спахијске породице, те са лепо уређеним парком чини складну целину.
У дворцу се налази основна школа која нема довољно новчаних средстава да га редовно одржава.

## Галерија
- Портик чеоне фасаде
- Дворишна фасада
- Дворишни портик
- Дворац Даниел почетком 20. века